# Baltski jeziki
Baltski jeziki so skupina indoevropskih jezikov, kamor spadajo litovski, latvijski in izumrli staropruski jezik.
Danes je so baltski jeziki omejeni na severovzhodni Baltik, v starem veku pa so bili razširjeni na bistveno večjem ozemlju. Zahodna baltščina je izpričana z izumrlo staro pruščino. Dokaz za vzhodno baltščino povezujemo tudi z versko spreobrnitvijo in jo opazimo v Litvi v 14. stol. Litovščina in latvijščina imata polno nacionalne literature. Litovščina je bila bolj konzervativna in je ohranila mnogo potez, ki so izginile. Latvijščina  se je razširila skozi ozemlje, ki je bilo prej poseljeno z govorci ugrofinskih jezikov.

## Veje
Baltski jeziki tvorijo eno družino z dvema vejama, vzhodno in zahodno.

### Zahodnobaltski jeziki †
- galindski †
- staropruski †
- jatvinški jezik †

### Vzhodnobaltski jeziki
- latvijščina
  - latgalščina
  - novi kuronski jezik
- litovščina
- semgalski jezik †
- stari kuronski jezik (včasih vključeni med zahodnobaltske) †

(†—izumrli jezik)